# Кіпа Вадим Веремійович
Вадим Веремійович Кіпа (13 травня 1912, Кухмістерська Слобода — 31 серпня 1968) — піаніст, композитор і педагог. Член-коресподент Української вільної академії наук у Нью-Йорку (від 1962). 

## Життєпис
Навчався в Кухмістерській Слободі поблизу Києва (нині в межах міста Київ).
Закінчив Харківський механічний технікум. Музичну освіту здобув у Харківському музично-драматичному інституті (1931—1933, клас фортепіано П. Луценка, клас композиції С. Богатирьова) та Київ. консерваторії (1933—1937, клас фортепіано А. Луфера і Г. Беклемішева) і в аспірантурі при останній (1937—1940). Як піаніст виступав у багатьох містах України. Лауреат 1-го Всесоюзного конкурсу піаністів у Москві (1937) та Міжнародного конкурсу піаністів ім. Ф. Шопена у Варшаві (1937, Польща).
1937—1943 — професор кафедри фортепіано Київської консерваторії,
1943 емігрував до Німеччини, де провадив концертну та викладацьку діяльність.
1944—1951 — професор кафедри фортепіано Консерваторії Кліндворта–Шарвенки в Берліні.
1949 виїхав до США. Від 1952 жив у Нью-Йорку, де мав власну музичну школу.
З успіхом виступав зі своїми концертами в Нью-Йорку, Філадельфії, Торонто (Канада).
Виконавська майстерність Кіпа відзначалася блискучою технікою, динамічністю гри, монументальністю звучання. Його називали «королем фортепіанної техніки», відзначали його «геніальну пам'ять», «музичну одухотвореність» (більшість творів виконував із заплющеними очима).
Мав репутацію віртуоза. У його репертуарі були твори М. Лисенка, Василя Барвінського, В. Косенка, Л. Ревуцького, М. Фоменка, В. Шутя, П. Чайковського, О. Скрябіна, С. Рахманінова. Особливо надхненно виконував твори В.-А. Моцарта, Л. ван Бетховена, Ф. Шопена, Ф. Ліста, Р. Шумана, Й. Брамса.
Виступав також солістом симфонічних концертів, а також у ансамблях з відомими співаками (О. Петрусенко, М. Донець, Л. Руденко) та музикантами (Б. Притикіна, М. Гольдштейн, Володимир Цісик).
Помер 31 серпня 1968 року в Нью-Йорку.

## Доробок

### Твори
- для скрипки і фортепіано — капричіо (1966);
- для фортепіано — «Скарга» (1939);
- етюд (1953);
- «Спогад» (1953);
- скерцино (1956);
- Фантастичні варіації (1957),
- «Гавот, перерваний серенадою» (1959),
- «Класичні станси» (1964), Написав 14 дитячих п'єс на теми українських народних пісень (1953–67); для голосу з фортепіано — «Україні», пісні на слова Лесі Українки та інших українських поетів; музика до вистави «Спогад» (за поемою А.Малишка «Пісня про Київ»).

Відомий також як автор музикознавчих праць. Провадив широку музично-громадську діяльність.